# The Audrey Hepburn Story
The Audrey Hepburn Story ist eine von Steven Robman 1999 für den US-Fernsehsender ABC gedrehte und am 27. März 2000 erstmals ausgestrahlte Filmbiografie mit Jennifer Love Hewitt in der Titelrolle der (erwachsenen) Filmschauspielerin Audrey Hepburn. In der Bundesrepublik Deutschland ist der Film bislang nicht gezeigt worden.

## Handlung
Der Film wird mit Henry Mancinis legendärer Moon River-Melodie eingeleitet, während ein gelbes Taxi vor dem New Yorker Edeljuwelier Tiffany’s vorfährt. Aus steigt Audrey Hepburn in der Rolle der Holly Golightly in dem Film Frühstück bei Tiffany. Sie beißt in ein Stück Plunder-Gebäck mit Puderzucker und beginnt stark zu husten. „Cut!“ ruft der gestresste Regisseur Edwards, die Szene ist ruiniert. Audrey Hepburn ist mitten in den Dreharbeiten (1960) zum erfolgreichsten Film ihrer Karriere und blickt in der erzwungenen Drehpause, während der gelangweilt zuschauende Tiffany-Autor Truman Capote am Set über Hepburns schauspielerische „Leistung“ lästert, auf ihr bisheriges Leben zurück.
Brüssel 1935. Audrey verlebt eine großbürgerliche Kindheit in Wohlstand. Ihre Eltern haben sich jedoch entfremdet und streiten sich häufig. Ihr Vater, ein Bankier, macht Geschäfte mit den Nazis, worüber ihre Mutter entsetzt ist. Nach der Trennung der Eltern geht die Mutter mit dem Mädchen nach England, wo Audrey an einer Tanzschule in Kent Ballettstunden erhält. Kurz nach Beginn des Zweiten Weltkriegs holt die Mutter ihre Tochter in die neutralen Niederlande. Ihr Vater, der mitkommen wollte, wird von den britischen Behörden wegen seiner engen Geschäftsbeziehungen mit dem Deutschen Reich Adolf Hitlers an der Ausreise gehindert. In Arnhem werden Mutter und Tochter 1940 vom Einmarsch der Wehrmacht überrascht. Dort schließt sich das junge Mädchen, nachdem sie von der Erschießung ihres Onkels Willem durch die Deutschen erfahren hat, dem antinazistischen Widerstand an und wird mehrfach als Kurierin eingesetzt.
Der Krieg ist vorbei. Wieder in London, setzt Audrey 1947 ihren Ballettunterricht fort, muss aber wegen mangelnden Talentes die Ausbildung abbrechen. Drei Jahre später erhält sie erste Angebote als Filmschauspielerin und wird zunächst meist als Zigarettenmädchen besetzt. Eine Verlobung mit dem reichen Geschäftsmann James Hanson löst sie auf, als ihre Karriere in Schwung kommt. 1951 wird sie von Colette für die Rolle der Gigi an den Broadway verpflichtet und im Jahr darauf von Hollywood entdeckt. Gleich ihre erste US-Produktion, Ein Herz und eine Krone, wird ein enormer Erfolg und bringt ihr einen Oscar ein. Wenig später verliebt sie sich während der Dreharbeiten zu Sabrina in ihren Co-Star William Holden. Doch auch diese Beziehung zerbricht bereits im Ansatz: Der noch verheiratete Holden kann laut eigenem Bekunden kein Kind mehr zeugen.
Schließlich verlieben sich Audrey und ihr Kollege Mel Ferrer ineinander, heiraten und übersiedeln in die Schweiz. Als Audrey im Kongo den Film Geschichte einer Nonne dreht, beginnt sie sich für das Elend der Kinder in der Dritten Welt zu interessieren – der Grundstock für ihre spätere UNICEF-Arbeit. Während der Dreharbeiten zu Denen man nicht vergibt hat die schwangere Schauspielerin einen schweren Unfall, als sie von einem Pferd fällt. Sie verliert ihr ungeborenes Kind. Im Krankenhaus erhält sie einen Brief ihres Vaters, den sie seit nahezu zwanzig Jahren nicht mehr gesehen hatte. Im Brief erfährt sie, dass er ihr schon häufig geschrieben habe. Audrey konfrontiert ihre Mutter mit dieser Information und erfährt, dass sie ihr über Jahre hinweg seine Briefe vorenthalten habe, um, wie sie sagt, Audrey zu schützen.
Wieder genesen, besucht Audrey ihren Vater, der mit seinem Hund Otto mittlerweile ein Einsiedlerleben führt. Doch das Gespräch mit ihrem Vater verläuft kühl, er zeigt nur wenig Empathie für seine Tochter, geschweige denn für den Verlust ihres Babys. Enttäuscht fährt Audrey zurück in die Schweiz und sagt ihrer Mutter, dass sie nun verstehen könne, weshalb sie die Briefe unterschlagen habe. Schließlich bekommen Audrey und Mel ihr lang ersehntes Baby. Eines Tages erhält Hepburn, die eigentlich eine Zeitlang pausieren wollte, das Angebot für einen neuen Film. Ihr Mann muss sie dazu regelrecht überreden. Sie nimmt an, der Film wird Frühstück bei Tiffany heißen.

## Produktionsnotizen
Wohl um sich nicht dem Vorwurf auszusetzen, mit den Fakten im Leben Hepburns allzu freizügig umgegangen zu sein, leiteten die Produzenten den Film mit folgenden Worten ein: „The following dramatization of events in the life of Audrey Hepburn is based on published accounts.“
Bei genauer Betrachtung umfasst diese Biografie nur 25 Jahre aus Audrey Hepburns Leben, von 1935 bis 1960.
Mit The Audrey Hepburn Story und der ebenfalls 1999 entstandenen Fernsehserie New York Life – Endlich im Leben! startete Hewitt, gerade erst 20 Jahre alt, eine Zweitkarriere als Produzentin mit ihrer eigenen Firma Love Spell.
Die gebürtige Texanerin Hewitt benötigte spezielles Sprachtraining, um für diese Rolle wenigstens annähernd einen elitär-vornehmen britischen Akzent zu erlernen. Der britische Akzent von Emmy Rossum, gebürtige New Yorkerin, wirkt hingegen weitaus natürlicher.
Den Titel Moon River singt Hewitt – unplugged – während einer Drehpause bei Frühstück bei Tiffany zu einem Gitarrensolo selbst.
Die Kostümbildner hatten alle Mühe, Hewitts beträchtliche Oberweite der sehr viel geringeren Hepburns optisch anzupassen.
Zum Ende des Films wird in wenigen Sätzen vom weiteren Lebensweg Audrey Hepburns berichtet, und es werden einige ihrer anderen Filme (darunter My Fair Lady, Charade und Warte, bis es dunkel ist) aufgelistet. Die letzten Aufnahmen zeigen die gealterte Audrey Hepburn, wie sie sich in der Dritten Welt für Kinder engagiert.

## Kritik
Die Kritiken zu diesem ambitionierten Projekt der Jungschauspielerin Jennifer Love Hewitt fielen alles in allem sehr durchwachsen aus. Kritisiert wurde mal die statische Regie, mal die schauspielerischen Leistungen (Hewitts und ihrer Mitstreiter) und mal die vermeintlich allzu lustlose Aneinanderreihung der wichtigen Ereignisse im Leben der Hepburn. Bemängelt wurde überdies, dass mit den Fakten aus Hepburns Leben in diesem Biopic leichtfertig umgegangen worden sei und manche in diesem Film herausgestellten Aspekte – etwa die lebenslange Suche nach ihrem Vater – überdramatisiert worden seien.
Entertainment Weekly urteilte: „Cannily surrounding herself with a cast of impersonators who are mostly much worse than herself, she turns re-creations of Hepburn touchstones such as Broadway’s Gigi, Roman Holiday, and Breakfast at Tiffany’s into a Party of One — in any given scene, it’s only Hewitt whom the camera guides you to watch. The result is a corny, curious, but achingly sincere and fitfully enjoyable TV movie.“
Im TV Guide ist zu lesen:

„While Hewitt may lack Hepburn’s incandescent je ne sais quoi, possessing instead the rather more pedestrian quelquechose de TV star, she nonetheless acquits herself admirably throughout her impossible task, disgracing neither herself nor Hepburn’s memory. Due to Hewitt’s thespian limitations, however, this generally efficient tribute pays short shrift to Hepburn’s later life. Thus, we don’t relive the mixed blessing of MY FAIR LADY, nor do we experience her tireless humanitarian efforts on behalf of UNICEF (pre-shadowed by her activities as a teenage resistance worker). Instead, we get snippets of Hepburn’s movie hits, backstage gossip, and the chance to watch Hewitt play Audrey dress-up.“

Die Fachzeitschrift Variety fand milde Worte für die Leistung Hewitts: „Love Hewitt benefits greatly from the presence of the two younger Audreys, whose winning portrayals give her depth and likability. Love Hewitt is handed a ball that’s already rolling and she handles herself gracefully by staying consistently in character; she displays an onscreen maturity that’s far more nuanced than the tortured looks and giggles that pass for acting on Fox’s ‚Party of Five‘ and ‚Time of Your Life‘.“ und gab auch ein freundliches Urteil über die Regieleistung ab: „She is ably handled by director Steve Robman, whose credits happen to include ‚Party of Five‘. Here he gets a wide-open canvas that subjects itself to the strait-jacket of history only during the ‚Tiffany’s‘ scenes. Otherwise, he moves the action with a steady eye for pace and drama.“
Das Time Magazine befand: „Call it the Aud Hep Story. Even with three hours at its disposal, this film ends halfway through the star’s career and life, with the making of Breakfast at Tiffany’s. No My Fair Lady or Charade; nothing of the work for UNICEF. Still, what’s onscreen fascinates because of the life itself and, at bottom, because of the dead-on impersonation by Jennifer Love Hewitt. Hepburn’s accent; her posture; her chin-down, eyebrows-up way with a line - Hewitt has it all, and charm to boot. Delicious.“